# Ermita de Sant Roc (Benafer)
L'ermita de Sant Roc de Benafer, a la comarca de l'Alt Palància, és un temple  catòlic que està catalogat com a Bé de Rellevància Local amb codi identificatiu: 12.07.024-002, segons consta a la Direcció General de Patrimoni Artístic de la Generalitat Valenciana.

## Descripció
Per arribar a l'ermita cal agafar la carretera del Ragudo, CV-211, la qual cal abandonar per accedir a un camí que puja, entre camps de conreu, un turó (conegut com a Muntanya Sant Roc), i aproximadament a un quilòmetre de la població hi ha el lloc de culte, havent de fer-se, almenys l'últim tram a peu. Se situa l'edifici en una petita placeta des de la qual es pot admirar el paisatge de la zona.
L'ermita és de petites dimensions i planta rectangular, de fàbrica de maçoneria, amb arrebossat, que antigament estava pintada de blanc, però després d'una intervenció es va deixar a la vista l'acabat sense pintar.
Externament la coberta és a dues aigües i es remata amb teules. La façana presenta una senzilla espadanya, de maó, situada a la testera, per a una sola campana, Sant Roc, del fonedor Germans Roses, de Silla, datada a 1953, amb un diàmetre de 25 centímetres i un pes de nou quilos. L'espadanya es remata amb una senzilla creu de forja.
Com a curiositat constructiva cal assenyalar la presència d'un mur de contenció de vent que s'aixeca a l'esquerra de la façana principal, segons mira l'espectador. Hi ha autors que consideren que pugui ser un vestigi de l'existència d'altres dependències annexes, tot i que la protecció contra el vent és necessària en la zona.
La porta d'accés (que és de fusta, i se situa als peus del temple, seguint l'eix de la teulada) és allindanada i a banda i banda es presenta un pedrís corregut que abasta el mur de contenció inclusivament; i al lateral dret, segons mira l'espectador, s'obre una petita finestra baixa, quadrada i amb reixa; sent aquesta tota la decoració que presenta externament l'ermita, ja que encara que té contraforts, aquests no poden considerar-se element decoratiu.
Interiorment, la nau única es divideix en dos crugies, amb suports en els mateixos murs de l'ermita i un arc de mig punt. La coberta interior, que és fruit d'una intervenció anterior, és a dues aigües presentant biga central de fusta.
També interiorment hi ha un banc corregut al llarg del perímetre, i en la testera (o capçalera de l'ermita), sobre una peanya es contempla un retaule ceràmic modern, en el qual es pot veure la imatge del sant i una llegenda: "Sant Roc, al malalt i afligit feu-li el vostre favor ".
La festa de Sant Roc és el dia 16 d'agost i per celebrar-ho es realitzen actes a l'ermita, una missa, balls populars davant del temple.